# محسن بلعباس
محسن بلعباس، هو رئيس حزب التجمع من أجل الثقافة والديمقراطية، الجزائري المعارض، ولد في 15 سبتمبر 1970 في تيزي وزو، منطقة القبائل، وقد انتخب خلفا لرئيس الحزب المستقيل «السعيد سعدي» بتاريخ 11 مارس 2012، وكان نائبا في البرلمان الجزائري السابق.

## نشاطه السياسي
انظم إلى الحزب منذ دخوله الجامعة وبقي وفيا له وانتخب نائبا في البرلمان سنة 2007 في قوائمه

## مواقفه السياسية
لا تختلف عن مواقف سلفه السعيد سعدي، المتشدد تجاه السلطة، وفيما يخص القضية البربرية، والواقع السياسي، الذي ينتقده بشدة، لكنه أكثر قبولا لدى السكان، من سعيد سعدي، ويرى فيه الكثيرون شابا، ومثقفا، لكن يعاب عليه افتقاده للخبرة السياسية.